# XHQMGU-TDT
XHQMGU-TDT también conocido como Quiero TV es un canal de televisión privada con sede en Guadalajara, Jalisco y está operado por Quiero Media S.A. de C.V. Su principal competidor es Canal 4 de Televisa y en menor medida el Canal 44 de la Universidad de Guadalajara, además de la respectiva barra de programación local de los canales a+ de TV Azteca y Canal 6 de Grupo Multimedios.
Quiero TV transmite desde el Cerro del Cuatro en el municipio de Tlaquepaque, dentro de la frecuencia 186 - 192 MHz (canal 9 de televisión abierta) con 50183 Watts y un radio de transmisión de 75 kilómetros.

## Historia
En febrero de 1994 comenzaron las emisiones de una señal de televisión local a través del sistema de televisión restringida Telecable que había obtenido una concesión para operar en el municipio de Zapopan, pasando a llamarse Ocho TV años más tarde. Posteriormente el alcance de la señal se ampliaría a la Zona Metropolitana de Guadalajara mediante acuerdos con compañías de cable locales y a distintas ciudades de México con la expansión del sistema de cable asociado al canal, especialmente tras la compra de la compañía de cable propietaria por parte de Televisa.
El 14 de agosto de 2017 se dio a conocer que Quiero Media S.A. de C.V. fue una de las empresas ganadoras de la licitación de uno de los 32 canales de televisión abierta realizada por el Instituto Federal de Telecomunicaciones, se debe mencionar además, que la señal fue incluida dentro de las ofertas clasificadas como nuevas participantes en el sector.
En abril de 2018 iniciaron las señales de prueba en televisión abierta, mientras que el 2 de mayo comenzó a emitir de manera oficial, bajo el nombre Ocho TV emitiendo en el canal 10.1, debido a que el 8.1 ya había sido solicitado por la estación XEWO-TDT perteneciente a Televisa Regional, la cual ocupaba ese canal virtual en el momento de la solicitud. El 6 de junio se autorizó a la estación el acceso a la multiprogramación de una segunda señal digital.
El 16 de noviembre cesaron las emisiones de Ocho TV manteniendo únicamente los programas informativos con el objetivo de preparar el lanzamiento de Quiero TV y mejorar el equipo técnico. El 2 de enero de 2019 se reiniciaron las emisiones del canal, bajo el nuevo nombre y con una programación distinta. El 11 de diciembre de 2019 se autorizó un tercer canal de multiprogramación para la estación, el cual fue dedicado para transmitir la señal de Inova, canal de televisión dedicado a la transmisión de infomerciales.

## Programación
La programación es de corte generalista transmitiendo como producción propia programas noticiosos, deportivos, revistas y otros programas de entretenimiento enfocados en la Zona Metropolitana de Guadalajara. Por otro lado, el canal cuenta con un convenio de programación con la cadena colombiana Caracol Televisión para la transmisión de series, telenovelas y otros programas de entretenimiento. El horario de emisión en vivo es desde las 6:00 de la mañana hasta la medianoche, transmitiendo repeticiones de espacios noticiosos durante la madrugada.
El canal cuenta con un subcanal digital (10.2), el cual emite la misma programación del canal principal diferida por dos horas.

### Multiprogramación
| Señales de multiprogramación | Señales de multiprogramación | Señales de multiprogramación | Señales de multiprogramación |
| Canal virtual                | Resolución                   | Relación de aspecto          | Programación                 |
| ---------------------------- | ---------------------------- | ---------------------------- | ---------------------------- |
| 10.1                         | 1080i                        | 16:9                         | Quiero TV                    |
| 10.2                         | 480i                         | 4:3                          | Quiero TV -2 Horas           |
| 10.3                         | 480i                         | 4:3                          | Innova                       |